# Jörg Wunderlich (arachnoloog)
Jörg Wunderlich (Berlijn, 19 december 1939) is een Duits arachnoloog. Als specialist in spinnen bestudeerde hij in het bijzonder fossiele spinnen gevangen in barnsteen en kopal.

## Werk en expertise
Wunderlichs expertise in de arachnologie was grotendeels zelf aangeleerd. Aan het begin van zijn wetenschappelijke carrière ondervond hij dat zijn werk door de redacteuren en recensenten van arachnologische publicaties werd ondergewaardeerd omdat ze zelf geen achtergrondkennis hadden over paleontologie en paleoarachnologie. Om die reden gaf Wunderlich zijn werken voornamelijk in eigen beheer uit. Zijn eerste onderzoekswerk betrof faunistische en ecologische studies over de Duitse spinnenfauna, maar hij wendde zich al snel tot de taxonomie. Hij schreef daarover meer dan 100 publicaties, waaronder herzieningen van de geslachten Micaria en Walckenaeria, en talrijke eerste beschrijvingen van Europese spinnen.
Een van de zwaartepunten in Wunderlichs werk is de taxonomie, faunistiek en biogeografie van de spinnen van Macaronesië. Daarover publiceerde hij twee uitgebreide monografieën met talrijke eerste beschrijvingen. Wunderlich houdt zich sinds de jaren tachtig bezig met insluitsels in barnsteen, en ook op dat gebied heeft hij talrijke taxa beschreven, niet alleen van spinnen, maar ook van verwante diergroepen. In termen van het aantal beschreven soorten behoort Wunderlich tot de tien productiefste arachnologen in de geschiedenis, met meer dan 1.200 soorten (exclusief synoniemen, inclusief fossiele taxa). Anders dan Eugène Simon (bijna 3.800 soorten) genoot hij geen volledige economische onafhankelijkheid en hij kon niet, zoals Norman I. Platnick (meer dan 1.800 soorten), profiterenen van de infrastructuur van een groot natuurhistorisch museum en een staf van medewerkers. Wunderlich is een van de weinige arachnologen wereldwijd die zich met de faunistiek, het gedrag, parasitisme, mimicry en ecologie van fossiele spinachtigen bezighouden.
Wunderlich heeft af en toe buiten zijn vakgebied gepubliceerd, bijvoorbeeld als co-auteur bij de eerste beschrijving van de fossiele schimmel Metacapnodium succinum uit de orde van de Capnodiales.
- Author citation (botany): J.Wund.
- Gemeinsame Normdatei: 1111046808
- International Standard Name Identifier: 0000 0000 6318 9040
- Library of Congress Control Number: n88170227
- Nationale Bibliotheek van Tsjechië: jcu2014843880
- Nationale bibliotheek van Australië: 35738264
- Nederlandse Thesaurus van Auteursnamen: 15309026X
- Système universitaire de documentation: 150101961
- Virtual International Authority File: 49819352
- WorldCat: E39PBJkMFJrJWw7hKCHvqhfg8C